# Stentorrohrsänger
Der Stentorrohrsänger (Acrocephalus stentoreus) ist eine mittelgroße Singvogelart aus der Familie der Rohrsängerartigen, die in Nordafrika und Asien weit verbreitet ist. In Größe, Gestalt, Gefieder und Lebensraum ähnelt der Stentorrohrsänger dem auch in Europa verbreiteten Drosselrohrsänger, an dessen Verbreitungsgebiet er sich mit einer kleinen Überlappung südlich anschließt.

## Aussehen
Die Vögel haben ein braunes, fast ungemustertes Gefieder, das am Bauch im Allgemeinen deutlich heller ist als am restlichen Körper. Allerdings gehört ein Teil der Vögel im israelisch-jordanischen Teil des Verbreitungsgebietes (Unterart A. s. levantinus) zu einer insbesondere am Bauch ungewöhnlich dunkel gefärbten Farbmorphe. Je nach Unterart kann es auch vorkommen, dass der Bauch, die Schwanzunterseite und die Kehle völlig weiß sind.
Die Flügel und der relativ lange Schwanz sind ebenfalls braun und mit schwarzem oder dunkelbraunem Streifen. Über den Augen tragen sie einen dünnen, länglichen hell- oder dunkelbraunen Streifen, der sich kaum in den Bereich hinter das Auge erstreckt. Der Schnabel ist dunkel mit heller Basis, relativ lang und spitz. Die Beine sind dunkelgrau bis dunkelgrünblau. Die Körperlänge dieser großen Rohrsängerart beträgt 18–20 cm, das Gewicht 23–34 g.

## Verbreitung und Lebensweise
Der Stentorrohrsänger kommt von Nordostafrika über die küstennahen Gebiete der arabischen Halbinsel, Irak und Iran, die zentralasiatischen Republiken, Pakistan und Teile Indiens bis nach Südostasien (selten auf den Philippinen) als Brutvogel vor. Nur die Vögel im zentralasiatischen Gebiet sind Zugvögel; sie überwintern in Indien. Im östlichen und westlichen Teil des Verbreitungsgebietes sind die meisten Vögel Standvögel.
Diese Art bewohnt die dortigen Feuchtgebiete, vor allem die Papyrus- und Schilfgürtel. In der Trockenzeit weichen sie auf Gärten und das umliegende Buschland aus.
Sie ernähren sich – typisch für Rohrsänger – von Insekten, die sie von Pflanzen abpicken oder im Flug fangen.
Der Gesang der Männchen ist laut, kräftig und enthält kratzende und melodische Laute. Er ist dabei abwechslungs- und strukturreicher als der des ähnlichen Drosselrohrsängers. Der Gesang wird im Vergleich zu diesem aber seltener von exponierten Schilfspitzen oder ähnlichen Singwarten aus vorgetragen. Seine Lautstärke ist überdies namensgebend: Stentor (griechisch Στέντωρ) wird in der Ilias als Mann mit ohrenbetäubend lauter Stimme beschrieben.

## Fortpflanzung

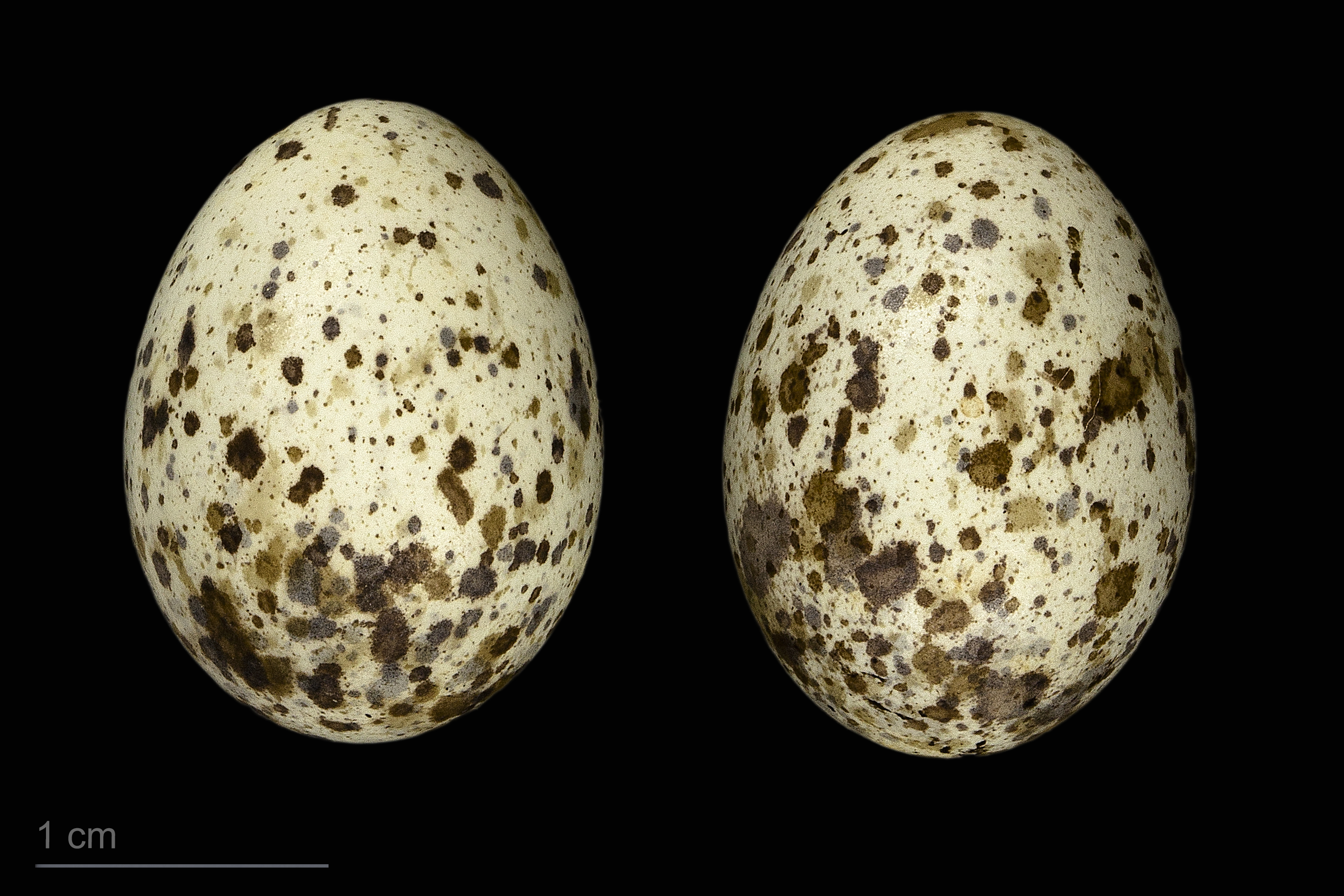
Acrocephalus stentoreus stentoreus, Sammlung Museum von Toulouse

Das napfförmige Nest wird aus Schliff und anderen Wasserpflanzen zusammengeflochten. Das Weibchen legt 2–7 helle, mit dunklen Flecken versehene Eier. Die Brutdauer beträgt 12–14 Tage, danach verbleiben die Jungen noch bis zu 15 Tage im Nest. Wenn sie es verlassen haben, sind sie noch nicht flugfähig und werden von den Eltern noch einige Tage weiter versorgt.

## Systematik
Im Handbook of the Birds of the World werden vier Unterarten unterschieden.
Die Nominatform:
- A. s. stentoreus (Hemprich & Ehrenberg, 1833) – Ägypten und Levante (Die Vögel aus der Levante werden manchmal auch als eigene Unterart A. s. levantinus geführt.)

Die drei anderen Unterarten bilden die „indische Gruppe“, die neuerdings von einigen Autoren auch als eigene Art „Indienrohrsänger“ (A. brunnescens) vorgeschlagen wird.
- A. s. brunnescens (Jerdon, 1839) – Ost-Sudan, Eritrea, Nordwest-Somalia, arabische Halbinsel, von Kasachstan bis in den Irak und Iran weiter bis Ost und Nord-Indien (Wintergast in Zentral- und Südindien)
- A. s. amyae E. C. S. Baker, 1922 – nordöstliches Indien (Brahmaputra-Ebene, in Assam), Teile Myanmars und Süd-China
- A. s. meridionalis (Legge, 1875) – Südindien und Sri Lanka

Die International Ornithological Union führt in ihrer Liste noch vier weitere Unterarten auf den Inseln des indonesischen Archipels. Eine eventuelle Zuordnung zum Australrohrsänger (A. australis), der zuweilen ebenfalls als Unterart des Stentorrohrsängers aufgefasst wird, ist aber nicht vollständig geklärt.
- A. s. siebersi Salomonsen, 1928 – westliches Java
- A. s. harterti Salomonsen, 1928 – Philippinen
- A. s. celebensis Heinroth, 1903 – Sulawesi
- A. s. lentecaptus E. Hartert, 1924 – Borneo, Zentral- und Ost-Java, westliche Kleine Sundainseln
- A. s. levantinus Roselaar, 1994, Israel, Jordanien, Syrien und der Nordwesten der Arabischen Halbinsel.

## Gefährdungssituation und Bestand
Die Art wird wegen des sehr großen Verbreitungsgebietes von etwa 33.310.000 km² und der stabilen Bestände in der Roten Liste der IUCN als nicht gefährdet (Least Concern) eingestuft. Allein im Nildelta brüten wohl mehr als 100.000 Paare. Es werden keine Bedrohungen genannt.